# Instituto de Estudios Bercianos
El Instituto de Estudios Bercianos (IEB) es una asociación que tiene sus orígenes en el año 1959. Entre sus objetivos figura la difusión y protección de la cultura y patrimonio de El Bierzo, teniendo a gala no mantener ninguna vinculación ideológica.

## Actividades
A lo largo de estos años, ha recopilado todo tipo de publicaciones sobre la comarca de El Bierzo; asimismo, ha contribuido a la publicación de diversos libros de historia, música y lingüística, así como a la reedición de libros relacionados con la citada comarca; impulsa excavaciones y organiza diversos actos a lo largo del año.
Ha alcanzado cierta relevancia en la comarca, siendo solicitada su colaboración por las instituciones locales, realizando gran cantidad de actividades, entre las que destacan el I Congreso de Cultural Berciana y el Congreso sobre el Marquesado de Villafranca, entre otros.
Con el IEB colaboran, habitualmente, autores de renombre, como Luis López Álvarez, Ramón Carnicer Blanco, Raúl Guerra Garrido, Valentín García Yebra, Manuel Gutiérrez Tuñón, Francisco González González, entre muchos otros.
Gestionan diversos recursos en colaboración con distintas instituciones, como el Aula arqueológica de Las Médulas. Entre otros bienes, recientemente ha adquirido la parcela de las Pedreiras, cerca de Las Médulas, en la que se encuentran los restos de una villa romana de singular importancia. Dichos restos se han vuelto a cubrir recientemente para evitar expolios.

## Estudios Bercianos
La revista «Estudios Bercianos» es una publicación periódica, usualmente anual, del Instituto de Estudios Bercianos creada en el año 1981. En ella tienen cabida todo tipo de artículos de interés científico sobre lingüística, historia, etc. que estén relacionados con El Bierzo, siendo considerada una referencia fundamental para el conocimiento en profundidad de esta región.

## Sede
El Instituto de Estudios Bercianos o IEB tiene su sede en los bajos de la Biblioteca Municipal de Ponferrada.